# أحمد بن الحسن بن القاسم
المهدي أحمد بن الحسن بن القاسم (ولد في 1633 - توفي في 10 يوليو 1681) إمام اليمن من 1676 إلى 1681. ينتمي إلى عائلة القاسمي من نسل النبي محمد.

## النضال من أجل الإمامة
كان أحمد أحد أبناء الحسن بن القاسم وهو شقيق الإمام السابق المتوكل على الله إسماعيل. في عهد عمه في 1658 قاد القوات إلى احتلال حضرموت. عندما توفي المتوكل إسماعيل بويع أحمد بالإمامة. اضطر إلى محاربة ابن عمه ومنافسه القاسم الذي كان يسيطر على شهارة وهو حصن منيع يقع شمال صنعاء. جمع أحمد القوى وحاصر الشهارة واضطر القاسم لقبول مبايعته.

## الحكم
كان الإمام رجل ناضج بالفعل في الأربعينات من عمره. أقر مد سلطانه في حضرموت وأفادت الأنباء أنه كان يكن شخص ورع. كان مقر اقامته في غراس شمال شرق صنعاء. في 1679 طرد الإمام السكان اليهود من صنعاء. بدلا من ذلك استقر اليهود مؤقتا في موزع القريبة من المخا. سمح في وقت لاحق لليهود الانتقال إلى قاع اليهود وهي ضاحية تقع على بعد كيلومترين من صنعاء. عند وفاة الإمام في 1681 منع ابنه محمد من المبايعة بالإمامة بسبب مطالبات من قبل أقارب له في رادا، شهارة، صعدة، والمنصورة. توسط العلماء عند أقاربه وبويع محمد بالإمامة.
بين عام 1679 وعام 1680، حدثت واحدة من أبرز أعمال معاداة السامية في اليمن عُرف باسم طرد موزة. خلال هذا الحدث تم طرد أغلب اليهود الذين يعيشون في مدن وبلدات اليمن بموجب مرسوم من إمام اليمن الزيدي، أحمد بن الحسن بن القاسم. إلا أن بعض مجتمعات اليهود في شرق اليمن لم يتم طردها بسبب رفض الحامية العرب تنفيذ الأوامر. وأصدر مرسوم الأيتام في اليمن وألزم الدولة الزيدية حضانة وتثقيف الأطفال الأيتام الذميين (غير المسلمين) حسب الديانة الإسلامية. وقدم للمرة الأولى أو أحيا في القرن السابع عشر.